# Monique Éwanjé-Épée
Monique Éwanjé-Épée, född den 11 juli 1967 i Poitiers, är en fransk före detta friidrottare som tävlade i häcklöpning.
Éwanjé-Épées främsta merit är guldmedaljen på 100 meter häck från EM 1990 i Split. Hon blev silvermedaljör på 60 meter häck vid inomhus-VM 1991 i Sevilla. Vidare var hon i final på 100 meter häck både vid Olympiska sommarspelen 1988 då hon blev sjua och vid VM 1991 då hon slutade fyra.

## Personliga rekord
- 100 meter häck - 12,56 från 1990